# Amiota pontianakensis
Amiota pontianakensis är en tvåvingeart som beskrevs av Chen och Masanori Joseph Toda 1998. Amiota pontianakensis ingår i släktet Amiota och familjen daggflugor. Inga underarter finns listade i Catalogue of Life.